# Thomisus australis
Thomisus australis är en spindelart som beskrevs av Comellini 1957. Thomisus australis ingår i släktet Thomisus och familjen krabbspindlar. Inga underarter finns listade i Catalogue of Life.